# 電磁開閉器

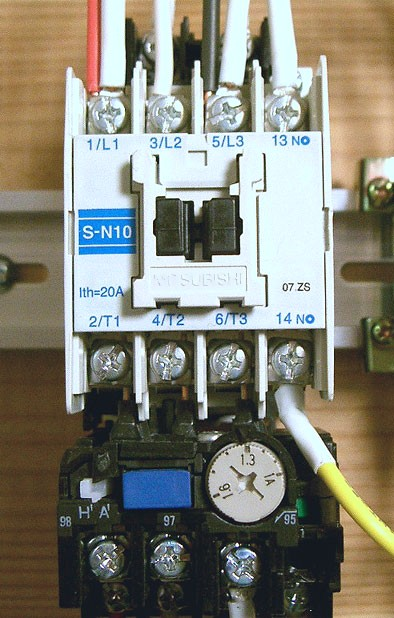
電磁開閉器（上部が電磁接触器、下部がサーマルリレー）

電磁開閉器（でんじかいへいき、Electromagnetic Switch、日本国内での略称はMS）は、電磁石の動作によって電路を開閉する電磁接触器（Electromagnetic Contactor、日本国内での略称はMC）と、過負荷により回路を遮断するサーマルリレー（Thermal Relay）等を組み合わせた開閉器（スイッチ）である。マグネット・スイッチなどとも呼ばれる。

用途としては、電動機の自動運転用、遠隔操作用開閉器に使われる。

## 構成

### 電磁接触器
非通電時はばねの力で接触子が切断状態となっているが、コイルに電源を投入すると電磁石によりばねの力に勝る吸引力が発生し、接触子が回路を接続し、二次側へ電源を供給する。コイル電源の切断により、ばねの力で回路が切断され、二次側への電源供給を切断する。

### サーマルリレー
内部にヒーターとバイメタルが入っている。過負荷により電流上昇で発熱が動作域に達すると接続を切断（トリップ）して回路を保護する。動作電流値は機械式サーモスタットのようにダイヤル設定する。通常3極品は両端2極のみヒーターが入っている。
自動復帰と手動復帰の設定を誤ると事故の原因となる。
電流整定値はモータ負荷で通常時の1.73倍以下の値にセットする。これ以上にセットするとモータが回転中に単相運転になった場合の保護が出来ない。
接点の様子

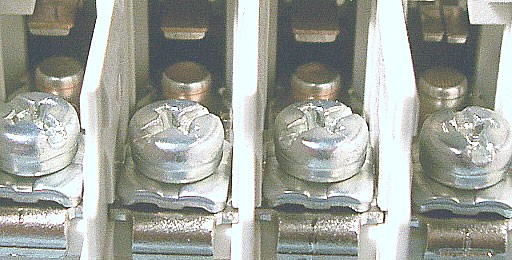
接点の様子（OFF）
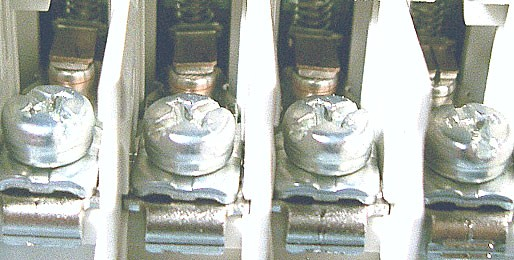
接点の様子（ON）。 右は補助接点で主接点と連動し動作している。

## 種類
- 可逆式 - 接点の相順位を切り替えることにより電動機の回転方向を逆転することが出来る。
- 標準形 - 電磁コイルが励磁している間のみ接点が動作する。
- 直流操作形 - 直流電源によって動作させることが出来る。
- ラッチ形 - 電磁コイルの励磁が無くなっても投入状態を保持する。引外しは引外しコイルの励磁または機械的操作により行う。
- 高感度形 - プログラマブルコントローラなどの微弱なトランジスタ出力で直接動作させることが出来る。

## 制御対象負荷
- 電動機
- 抵抗負荷（ヒーターなど）
- 照明（蛍光灯、水銀灯、メタルハライドランプなど）
- 進相用コンデンサ

など

## 接点の保護
直流モーターやソレノイドなどといった直流の誘導性負荷を制御している場合、回路を開いた際に自己誘導作用による高圧の逆起電圧が生じる。そのため、電磁開閉器（接触器）の接点がダメージを受け寿命が短縮する場合がある。
対策として、バリスタやPNダイオードなどを回路に挿入し、ピーク電圧を吸収させることによって逆起電圧を抑制する。さらにコンデンサと抵抗（CR）を組み合わせ挿入すると回路上有害な高周波成分を吸収することも出来る。
電磁開閉器（接触器）自体の操作コイルによって生じる逆起電圧の対策としては、本体に取り付けることが出来る「サージ吸収器」などの部品が各メーカーより供給されている。